# Opinogóra Górna
Opinogóra Górna is een dorp in het Poolse woiwodschap Mazovië, in het district Ciechanowski. De plaats maakt deel uit van de gemeente Opinogóra Górna en telt 630 inwoners.